# Myrciaria pumila
Myrciaria pumila là một loài thực vật có hoa trong Họ Đào kim nương. Loài này được (Gardner) O.Berg mô tả khoa học đầu tiên năm 1857.